# VIIe gouvernement constitutionnel portugais
IIIe République portugaise
VIe constitutionnel VIIIe constitutionnel
Le VIIe gouvernement constitutionnel (en portugais : VII Governo Constitucional) est le gouvernement de la République portugaise entre le 9 janvier 1981 et le 4 septembre 1981, sous la IIe législature de l'Assemblée de la République.
Il est dirigé par le libéral Francisco Pinto Balsemão, à la suite de la mort de Francisco Sá Carneiro, et repose sur une coalition de trois partis de centre droit, l'Alliance démocratique. Il succède au VIe gouvernement constitutionnel et cède le pouvoir au VIIIe gouvernement constitutionnel, également sous l'autorité de Francisco Pinto Balsemão, après la démission volontaire de ce dernier.

## Historique du mandat
Ce gouvernement est dirigé par le nouveau Premier ministre libéral Francisco Pinto Balsemão, précédemment ministre adjoint. Il est constitué et soutenu par l'Alliance démocratique (AD), ine coalition de centre droit entre le Parti social-démocrate (PPD/PSD), le Parti du Centre démocratique et social (CDS) et le Parti populaire monarchiste (PPM). Ensemble, ils disposent de 134 députés sur 250, soit 53,6 % des sièges de l'Assemblée de la République.
Il est constitué à la suite de la mort accidentelle du Premier ministre Francisco Sá Carneiro, au pouvoir depuis janvier 1980.
Il succède donc au VIe gouvernement constitutionnel, constitué et soutenu dans des conditions identiques.

### Formation
À la suite de la mort de Francisco Sá Carneiro dans un accident d'avion le 4 décembre 1980, le vice-Premier ministre Diogo Freitas do Amaral assume l'intérim de la présidence du gouvernement. Trois personnalités sont pressenties au sein du Parti social-démocrate pour prendre la suite : le ministre adjoint Francisco Pinto Balsemão, le ministre de l'Intérieur Eurico de Melo et le président du gouvernement régional des Açores Mota Amaral.
Réuni le 13 décembre, le conseil national du PPD/PSD choisit Francisco Pinto Balsemão du fait de sa proximité avec feu Francisco Sá Carneiro, qu'il soit l'un des derniers fondateurs du parti à en être encore membre, de ses bonnes relations avec les autres partis de l'AD, et qu'il appartienne à l'aile gauche du PPD/PSD. Il est formellement proposé le 15 décembre au président de la République António Ramalho Eanes comme candidat au poste de Premier ministre. Ce dernier lui confie officiellement une semaine plus tard la mission de mettre sur pied le nouvel exécutif portugais.
Francisco Pinto Balsemão présente ses ministres au chef de l'État le 5 janvier 1981, qui comporte comme innovation la création d'un poste chargé de l'intégration européenne, après avoir dû transiger entre les revendications du président et les demandes de ses alliés du CDS, peu enthousiastes face à l'accession au pouvoir de Francisco Pinto Balsemão, perçu par eux comme trop proche des partis de gauche et moins opposé que son prédécesseur à António Ramalho Eanes. Assermenté le 9 janvier avec ses ministres, le Premier ministre présente le 16 janvier son programme à l'Assemblée de la République. Le VIIe gouvernement constitutionnel obtient une semaine plus tard la confiance des parlementaires par 134 voix favorables, après que le Parlement a repoussé les motions de rejet du programme gouvernemental déposé par le Parti socialiste, le Parti communiste et le Mouvement démocratique portugais.

### Succession
Le 10 août 1981, le Premier ministre remet sa démission au président de la République, ne s'estimant pas assez soutenu par les cadres du Parti social-démocrate face aux tenants d'une opposition farouche au chef de l'État dans le cadre d'une crise politique ouverte trois semaines plus tôt par la censure de la loi de privatisation du secteur bancaire par le Conseil de la Révolution. Le conseil national du PPD/PSD décide six jours plus tard, à la quasi-unanimité, de l'inviter à rester au pouvoir en soutenant sa ligne politique de normalisation des relations institutionnelles.
Chargé le 25 août par António Ramalho Eanes de constituer un nouvel exécutif, Francisco Pinto Balsemão présente le VIIIe gouvernement constitutionnel le 1er septembre, qui prête serment trois jours plus tard puis remporte la confiance de l'Assemblée le 18 septembre.

## Composition
- Par rapport au VIe gouvernement constitutionnel, les nouveaux ministres sont indiqués en gras, ceux ayant changé d'attributions le sont en italique.

| Fonction                                      | Titulaire | Titulaire                     | Parti   |
| --------------------------------------------- | --------- | ----------------------------- | ------- |
| Premier ministre                              |           | Francisco Pinto Balsemão      | PPD/PSD |
| Ministre d'État adjoint du Premier ministre   |           | Basílio Horta                 | CDS     |
| Ministre de l'Intérieur                       |           | Fernando Amaral               | PPD/PSD |
| Ministre de la Défense nationale              |           | Luís de Azevedo Coutinho      | CDS     |
| Ministre des Affaires étrangères              |           | André Gonçalves Pereira       | Sans    |
| Ministre de la Justice                        |           | José Menéres Pimentel         | PPD/PSD |
| Ministre des Finances et du Plan              |           | João Morais Leitão            | CDS     |
| Ministre de l'Éducation et de la Science      |           | Vítor Crespo                  | PPD/PSD |
| Ministre du Travail                           |           | Henrique Nascimento Rodrigues | PPD/PSD |
| Ministre des Affaires sociales                |           | Carlos Macedo                 | PPD/PSD |
| Ministre de l'Agriculture et de la Pêche      |           | António Cardoso e Cunha       | PPD/PSD |
| Ministre du Commerce et du Tourisme           |           | Alexandre Vaz Pinto           | PPD/PSD |
| Ministre de l'Industrie et de l'Énergie       |           | Ricardo Bayão Horta           | CDS     |
| Ministre du Logement et des Travaux publics   |           | Luís Barbosa (pt)             | CDS     |
| Ministre des Transports et des Communications |           | José Viana Baptista           | PPD/PSD |
| Ministre de la Réforme administrative         |           | Eusébio Marques de Carvalho   | Sans    |
| Ministre de la Qualité de vie                 |           | Augusto Ferreira do Amaral    | PPM     |
| Ministre de l'Intégration européenne          |           | Álvaro Barreto                | PPD/PSD |